# Borden Parker Bowne
Borden Parker Bowne (Contea di Monmouth, 14 gennaio 1847 – Boston, 1º aprile 1910) è stato un teologo, filosofo, pastore protestante metodista statunitense.

## Biografia
Nato nel New Jersey nel 1847, a ventinove anni divenne professore di filosofia all'Università di Boston, dove continuò a insegnare per i tre decenni successivi.
Da un punto di vista filosofico, Bowne proponeva una lettura kantiana delle idee di George Berkeley, accompagnate da un netto rifiuto del determinismo, del positivismo e del naturalismo; era altresì influenzato da Hermann Lotze e viene ricordato come il massimo esponente del  "Boston personalism".
Fu autore di sedici monografie e fu candidato tre volte al Premio Nobel per la letteratura tra il 1906 e il 1909.

## Opere
- The Philosophy of Herbert Spencer (New York, 1874).
- Studies in Theism (New York, 1882).
- Metaphysics: A Study in First Principles (New York, 1882; revised ed., 1898).
- Introduction to Psychological Theory (New York, 1886).
- Philosophy of Theism (New York, 1887; revised ed. 1902).
- The Principles of Ethics (New York, 1892).
- Theory of Thought and Knowledge (New York, 1899).
- The Christian Revelation (Cincinnati, 1898).
- The Christian Life (Cincinnati, 1899).
- The Atonement (Cincinnati, 1900).
- The Immanence of God (Boston, 1905).
- Personalism (Boston, 1908).
- Studies in Christianity (1909).
- A Man's View of Woman Suffrage (Boston, 1910).
- The Essence of Religion (Boston, 1910).
- Kant and Spencer: A Critical Exposition (Boston, 1912).